# Karl Orth
Karl Christian Adam Orth (* 2. Januar 1869 in Kaiserslautern; † 14. Januar 1942 in Pasing) war ein deutscher Maler.

## Leben

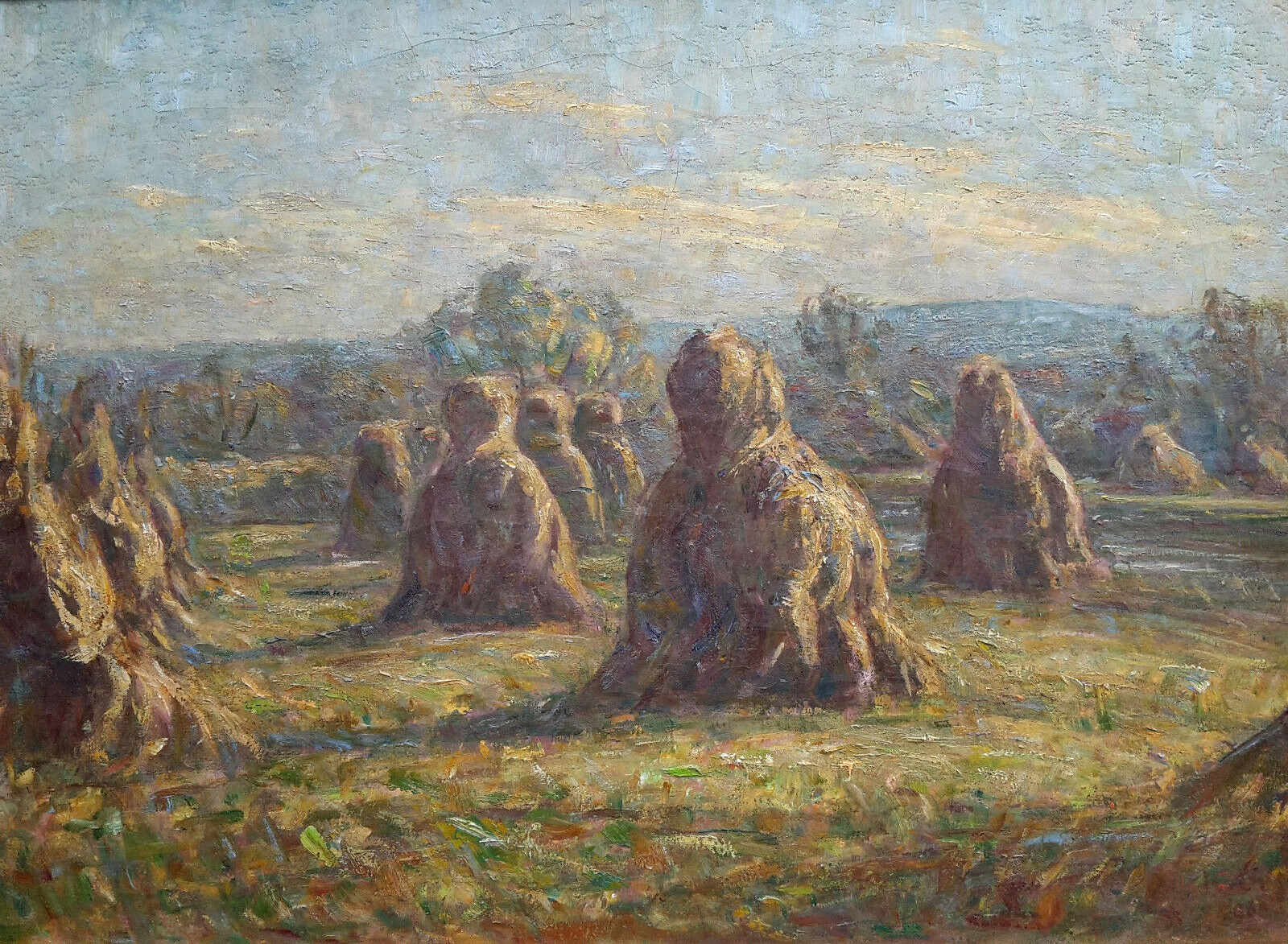
Karl Orth, Schilfhaufen an der Amper

Orth stammt aus einer Kaiserslauterner Fabrikantenfamilie. Er studierte Jura in München und Berlin. Während seines Studiums wurde er Mitglied der Studentenverbindung AGV München. Er war mit Helene Mieg (1872–1954) verheiratet und lebte in der von August Exter erbauten Villenkolonie Pasing. 
Orth hat sich vor allem als Landschaftsmaler einen Namen gemacht, sein Hauptwerk bilden Ölgemälde bayerischer Landschaften, seiner Wahlheimat. Bevorzugte Motive waren die Blutenburg, das Würmtal, Landschaften im Dachauer Moos und auch der Chiemsee. 
Mit etlichen Pasinger Malern war er gut bekannt bzw. befreundet. Bei Fritz Baer nahm er Unterricht. Mit seinem Freund, Malerkollegen und Nachbarn Otto Piltz zusammen unternahm er Anfang des 20. Jahrhunderts gemeinsame Mal-Ausflüge in das Dachauer Moos, gelegentlich auch mit dem jungen Franz Marc.
Er gehörte der „Vereinigung der Pasinger und Menzinger Künstler“ an und engagierte sich im „Pasinger Kolonieverein“, der sich der Verschönerung der Exterschen Kolonien widmete.
In späten Jahren betrieb Orth genealogische Forschungen, deren Ergebnisse er in dem Werk Die Orth und die Krämer – Geschichte zweier Kurpfälzer Familien niederschrieb. 
Karl Orth starb kurz nach Vollendung seines 73. Lebensjahres am 14. Januar 1942 in Pasing.

## Ehrungen
In München-Pasing ist seit 1948 die Orthstraße nach ihm benannt (vorher Arnulfstraße, in der er selbst ab 1897 lebte).

## Veröffentlichung
- Karl Orth: Die Orth und die Krämer – Geschichte zweier Kurpfälzer Familien. München 1934 (online).